# Alfred Darvant
Alfred Darvant, né à Paris le 20 février 1830 et mort à Paris 9e le 1er novembre 1909, est un sculpteur français.

## Biographie
Alfred Darvant est né en 1830 à Paris. Il devient membre de la Société des artistes français en 1884. Il travaille sur des décorations pour le grand Opéra, la Porte Saint-Denis, le Panthéon, l'Hôtel des Invalides à Paris et le Théâtre de la Monnaie à Bruxelles.
Il meurt en novembre 1909 dans sa ville natale.